# USS Pampanito (SS-383)
USS Pampanito (SS-383) — американская подводная лодка типа «Балао». Третий корабль ВМС США, названный в честь рыбы помпано. Участвовала в боевых действиях на Тихом океане в 1944—1945 годах. В настоящее время входит в число национальных памятников, находится на стоянке у Рыбацкой пристани в Сан-Франциско. За службу во время Второй мировой войны награждена шестью Боевыми звёздами.

## История
Подводная лодка заложена 15 марта 1943 года на верфи Портсмут в Киттери, Мэн. 12 июля 1943 года спущена на воду под командованием лейтенант-коммандера Чарльза Джексона.
14 февраля 1944 года, транзитом через Панамский канал, прибыла в Пёрл-Харбор.
Первая боевая служба лодки прошла с 15 марта по 2 мая на юго-западных подходах к Сайпану и Гуаму. Принимала участие в спасательной операции к югу от островов Яп, после чего ушла на базу для ремонта корпуса, повреждённого глубинными бомбами.
Вторая боевая служба лодки прошла с 3 июня по 23 июля у берегов островов Кюсю, Сикоку и Хонсю. 23 июня атакована японской подводной лодкой, две торпеды прошли мимо. 6 июля атаковала и повредила японскую канонерку. По завершении патрулирования пришла на базу на Мидуэй.
Третья боевая служба прошла с 17 августа по 28 сентября совместно с субмаринами Growler и Sealion в Южно-Китайском море. 12 сентября атаковала и потопила японские транспорты Rakuyō Maru и Zuihō Maru, первый из которых перевозил 1350 британских и австралийских военнопленных. Лодка подобрала 73 выживших и вызвала на помощь подводные лодки Sealion, Barb и Queenfish. Спасённые были высажены на острове Сайпан, после чего лодка вернулась на базу в Пёрл-Харбор.
Четвёртая боевая служба прошла с 28 октября по 30 декабря у берегов Формозы и юго-восточного Китая совместно с лодками Sea Cat, Pipefish и Searaven. 19 ноября лодка потопила судно Shinko Maru Number One и повредила ещё один транспорт, после чего отправилась во Фримантл для ремонта.
В ходе пятой боевой службы, с 23 января по 12 февраля 1945 года, совместно с Guavina, потопила транспорты Engen Maru (6 февраля) и Eifuku Maru (8 февраля).
После ремонта на военно-морской базе Субик-Бей, лодка направилась для очередного патрулирования в Сиамский залив для совместных действий с лодками Caiman, Sealion и Mingo. После окончания патрулирования направилась в Сан-Франциско для ремонта, а оттуда в Пёрл-Харбор.
После окончания войны лодка вернулась в Сан-Франциско. 15 декабря лодка выведена в резерв на верфи Мар-Айленд.
В апреле 1960 года выведена из резерва и использовалась в учебных целях. Находилась на службе в Вальехо, Калифорния, до 20 декабря 1971 года.
С 21 ноября 1975 года лодка является музеем. Открыта для посещений 15 марта 1982 года. В 1986 году внесена в Национальный реестр исторических мест США.
С 23 сентября по 14 ноября 2016 года прошла ремонт в сухом доке верфи города Аламида.

## В культуре
Лодка сыграла роль вымышленной субмарины USS Stingray в комедийном фильме «Убрать перископ».